# Ringhera
Ringhera (1974) è il quinto LP di Ivan Della Mea, pubblicato dall'etichetta discografica I dischi del sole.

## Tracce
1. El me gatt – 3:31
2. La canzon del Navili – 3:01
3. Quand g'avevi sedes ann – 2:38
4. L'era alegra tucc i di' – 3:58
5. Con la lettera del prete – 2:41
6. Ballata per l'Ardizzone – 3:24
7. La cansun del desperà – 2:15
8. Mio Dio Teresa tu sei bella – 3:50
9. Ringhera – 13:54

Durata totale: 39:12